# Saint-Fergeux
Saint-Fergeux è un comune francese di 215 abitanti situato nel dipartimento delle Ardenne nella regione del Grand Est.

## Società

### Evoluzione demografica
Abitanti censiti